# Santo Amador
Santo Amador is een plaats (freguesia) in de Portugese gemeente Moura en telt 456 inwoners (2001).